# Richard Cavendish (1871-1946)
Richard Frederick Cavendish (31 janvier 1871 – 7 janvier 1946), connu comme Richard Cavendish, est un aristocrate, magistrat et homme politique britannique.

## Famille
Membre de la Maison de Cavendish, il est un fils cadet d'Edward Cavendish, troisième fils de William Cavendish (7e duc de Devonshire). Le 8e duc de Devonshire est son oncle et le 9e duc de Devonshire, son frère aîné. Sa mère est Emma Elizabeth, fille de l'honorable William Lascelles. Il fait ses études au Collège d'Eton et à Trinity College, Cambridge, où il est membre du Club Pitt.

## Carrière politique
Cavendish est élu en 1895 en tant que député pour le Nord de Lonsdale. Il passe du Parti libéral unioniste au Parti Libéral en 1904. Il est l'un des rares députés libéraux à avoir perdu son siège en 1906. En décembre 1908, il est nommé président de la Commission Royale d'enquête sur les Systèmes d'Élection, avec le mandat "d'obtenir un caractère représentatif pour les organes législatifs" et "d'examiner si, et dans quelle mesure, l'un d'entre eux, serait capable d'application dans ce pays en ce qui concerne le système électoral existant". La commission recommande, en 1910, la suppression de deux circonscriptions plurinominales "dès que possible"; ce qui est mis en œuvre. La commission recommande l'adoption d'un système de Vote alternatif, qui n'a pas été mis en œuvre.
En 1911, Cavendish est sur la liste des pairs par le Premier Ministre Asquith au cas où la Loi sur le Parlement de 1911 n'aurait pas été adoptée par la Chambre des lords et est admis au Conseil Privé en 1912. En tant que Président de la Royal Lancashire Agricole society, Cavendish visite Lancaster en 1925. Il est le Seigneur du Manoir, résidant à Holker Hall (où ses descendants résident à ce jour). Il est un franc-maçon très actif et un grand joueur de golf.

## Mariage et descendance
Cavendish épouse Lady Moyra, fille de William Beauclerk (10e duc de Saint-Albans), en 1895. Ils ont deux fils et cinq filles. Comme petit-fils d'un duc, il ne devait pas être autorisé à utiliser le préfixe "Lord" avant son nom, mais parce que son frère aîné Victor Cavendish, est devenu le 9e duc de Devonshire, en 1908, il est élevé au rang d'un fils de duc avec son jeune frère, Lord John Cavendish. Son petit-fils Hugh Cavendish est troisième dans la ligne de succession après son cousin Peregrine Cavendish, 12e duc de Devonshire, et après William Cavendish, comte de Burlington et son fils.